# Марсельский национальный балет
Марсельский национальный балет, также Национальный балет Марселя (фр. Ballet National de Marseille) — балетный театр в Марселе, основанный в 1972 году балетмейстером Роланом Пети. В 1981 году указом президента Франции Валери Жискар д’Эстена ему был присвоен статус национального.
Одна из крупнейших танцевальных трупп Франции, с 1998 года специализируется на современном репертуаре.

## История
Основатель балета Ролан Пети руководил театром в течение 26 лет. Первой постановкой стал балет «Пинк Флойд», показанный на стадионе Марселя и в парижском Дворце спорта. Звёздами новой труппы были супруги Доминик Кальфуни и Дени Ганьо. В 1974—1977 годах здесь танцевала Лойпа Араухо. В качестве приглашённых солистов в спектаклях участвовали Карен Кейн, Ноэлла Понтуа, Майя Плисецкая, Михаил Барышников.
Труппа быстро вышла на национальный уровень и в 1981 году получила статус национального театра Франции. В 1982 году указом президента Франции Франсуа Миттерана при театре была учреждена Высшая балетная школа.
В 1980-х годах солистами Марсельского балета были Наталия Макарова, Эрик Ву-Ан, в 1990-х — Ян Брёкс, Лючия Лакарра и российская балерина Алтынай Асылмуратова.

## Руководители
- Ролан Пети (1972—1998)
- Мари-Клод Пьетрагала (1998—2004)
- Фредерик Фламан[фр.] (с 2004)
- Эрик Ву-Ан (ассистент, с 2005)

## Здание театра
Конкурс на лучший проект был объявлен мэром Марселя в 1984 году. Победителем был назван архитектор Ролан Симунэ. Белоснежные здания комплекса, напоминающие о характерной средиземноморской архитектуре, образуют закрытый внутренний двор — патио. Общая площадь построенного комплекса составляет более 6000 м². Сюда входят репетиционные студии, зрительный зал на 300 мест с выдвижной сценой, тренажёрный зал и множество вспомогательных помещений. Для хранения двух тысяч костюмов было создано не имеющее аналогов сооружение — трёхъярусная металлическая конструкция, оснащённая лифтом.